# Jerko
Jerko je moško osebno ime.

## Izvor imena
Ime Jerko je različica moškega osebnega imena Hieronim.

## Pogostost imena
Po podatkih Statističnega urada Republike Slovenije je bilo na dan 31. decembra 2007 v Sloveniji število moških oseb z imenom Jerko: 50.

## Osebni praznik
Osebe z imenom Jerko lahko godujejo takrat kot osebe z imenom Hieronim.